# فردریک ممین
فردریک ممین (انگلیسی: Frédéric Mémin؛ زادهٔ ۱۳ اکتبر ۱۹۷۹) بازیکن فوتبال اهل فرانسه است.
از باشگاه‌هایی که در آن بازی کرده‌است می‌توان به باشگاه فوتبال اوسر اشاره کرد.
وی همچنین در تیم ملی فوتبال فرانسه بازی کرده‌است.